# Североавстралийский воббегонг
Североавстралийский воббегонг (лат. Orectolobus wardi) — вид рода ковровых акул одноимённого семейства отряда воббегонгообразных. Они встречаются у северного побережья Австралии на глубине до 3 м. Максимальная зарегистрированная длина 63 см. У них приплюснутые и широкие голова и тело. Голова обрамлена характерной бахромой, образованной кожными лоскутами. Рацион состоит из донных беспозвоночных. Размножение путём яйцеживорождения. Не представляют интереса для коммерческого рыбного промысла.

## Таксономия
Впервые вид был научно описан в 1939 году. Голотип представляет собой самца длиной 36,7 см, пойманного у северного побережья Австралии (11°37′ ю. ш. 131°29′ в. д.).
Вид назван в честь актёра и натуралиста Чарльза Мельбурна Уорда (1903—1966), поймавшего особь, назначенную голотипом.

## Ареал
Североавстралийские воббегонги являются эндемиками северного побережья Австралии, они обитают у берегов Квинсленда, Северных Территорий и Западной Австралии. Эти акулы встречаются в прибрежных тропических водах континентального шельфа на глубине до 3 м.

## Описание
У североавстралийского воббегонга приплюснутые и широкие голова и тело. Окраска очень пёстрая, хотя неяркая и тёмная. Тело покрыто седловидными округлыми отметинами со светлыми границами. Ноздри обрамлены неразветвлёнными усиками. Перед и под глазами имеются по две кожаные лопасти, образующие бахрому. Лопасти кожной бахромы, расположенные позади брызгалец, широкие и неразветвлённые. Бугорки и выступы на дорсальной поверхности отсутствуют. Расстояние между спинными плавниками длиннее внутреннего края первого спинного плавника и равно половине его основания. Основание первого спинного плавника расположено на уровне последней четверти оснований брюшных плавников. Высота первого спинного плавника примерно равна длине его основания. Рот расположен перед глазами. На подбородке имеется симфизальная бороздка. Хвостовой плавник асимметричный, у края верхней лопасти имеется вентральная выемка, нижняя лопасть неразвита. 

## Биология
Рацион североавстралийских воббегонгов, вероятно, состоит их донных беспозвоночных и мелких рыб. Эти акулы размножаются яйцеживорождением. Они ведут ночной образ жизни и днём прячутся в расщелинах и пещерах. Максимальная зарегистрированная длина 63 см. Самцы достигают половой зрелости при длине 45 см. 

## Взаимодействие с человеком
Вид не представляет интереса для коммерческого рыбного промысла. В водах Западной Австралии все акулы и скаты находятся под защитой закона. Международный союз охраны природы присвоил этому виду статус сохранности «Вызывающий наименьшие опасения».